# МКС-49
МКС-49 — сорок девятая долговременная экспедиция Международной космической станции (МКС). Началась экспедиции в момент отстыковки от станции корабля «Союз ТМА-20М» 6 сентября 2016 года, 21:51 UTC. В состав экспедиции вошел экипаж корабля «Союз МС-01»  из 3 человек, ранее прибывших на станцию и работавших в предыдущей экспедиции МКС-48. Позже, 21 октября 2016 года, 09:52 UTC, экспедиция пополнилась экипажем космического корабля «Союз МС-02». С этого момента в экспедиции работало 6 человек. Завершилась экспедиция 30 октября 2016 года, 00:35 UTC, в момент отстыковки от станции корабля «Союз МС-01». В этот момент экипаж пилотируемого корабля миссии «Союз МС-02» начал работу экспедиции МКС-50.

## Экипаж
|             | Первая Часть (06.09.2016-21.10.2016) | Вторая Часть (21.10.2016-30.10.2016) | № полёта | Корабль доставки |
| ----------- | ------------------------------------ | ------------------------------------ | -------- | ---------------- |
| Командир    | Анатолий Иванишин, Роскосмос         | Анатолий Иванишин, Роскосмос         | 2        | Союз МС-01       |
| Бортинженер | Кэтлин Рубинс, НАСА                  | Кэтлин Рубинс, НАСА                  | 1        | Союз МС-01       |
| Бортинженер | Такуя Ониси, ДЖАКСА                  | Такуя Ониси, ДЖАКСА                  | 1        | Союз МС-01       |
| Бортинженер |                                      | Роберт Кимбро, НАСА                  | 2        | Союз МС-02       |
| Бортинженер |                                      | Андрей Борисенко, Роскосмос          | 2        | Союз МС-02       |
| Бортинженер |                                      | Сергей Рыжиков, Роскосмос            | 1        | Союз МС-02       |

## Основные задачи экспедиции
- загрузка и расстыковка (14 октября 2016) корабля «Прогресс МС-02»;
- выведение на корабле «Союз МС-02» двух российских членов экипажа МКС-49/50 и одного члена экипажа НАСА экспедиции МКС-49/50 (19 октября 2016);
- стыковка корабля «Союз МС-02» к малому исследовательскому модулю «Поиск» (МИМ2) (21 октября 2016);
- частичная разгрузка корабля «Прогресс МС-03»;
- стыковка (23 октября 2016) и разгрузка грузового корабля Cygnus CRS-5;
- поддержание работоспособности станции;
- выполнение программы научно-прикладных исследований и экспериментов;
- проведение бортовых фото-, видеосъёмок хроники полёта МКС и работ по программе символической деятельности[3];
- обслуживание операций по загрузке и расстыковке корабля «Союз МС-01» от малого исследовательского модуля «Рассвет» (МИМ1) (возвращение трех членов экипажа экспедиции МКС-48/49, 30 октября 2016).

## Ход экспедиции

### Принятый грузовой корабль
- Cygnus CRS 5, запуск 18 октября 2016 года, стыковка 23 октября 2016 года.

## Внешние ссылки
- NASA’s Space Station Expeditions page
- Страница Международной космической станции на сайте Роскосмоса
- Страница Международной космической станции на сайте Центра управления полётами Архивная копия от 20 февраля 2018 на Wayback Machine
- Страница Международной космической станции на сайте РКК Энергия
- Страница Международной космической станции на сайте Центра подготовки космонавтов им. Ю. Гагарина